# Nhandu coloratovillosus
Nhandu coloratovillosus är en spindelart som först beskrevs av Schmidt 1998.  Nhandu coloratovillosus ingår i släktet Nhandu och familjen fågelspindlar. Inga underarter finns listade i Catalogue of Life.